# Tonique Williams-Darling
Tonique Williams-Darling (17 de enero de 1976 en Nasáu, Bahamas) es una atleta bahameña especialista en los 400 metros lisos. Se proclamó campeona olímpica de esta distancia en los Juegos de Atenas 2004 y campeona mundial en Helsinki 2005. Muchos expertos opinan que Tonique solo fue un "intermedio" entre dos grandes de la prueba de 400 m: Ana Guevara y Sanya Richards
Acudió a la Universidad de Carolina del Sur, en Estados Unidos, donde en 1999 se graduó en Economía.
Participó en los Mundiales al aire libre de Atenas 1997 y Sevilla 1999, así como en los Juegos Olímpicos de Sídney 2000, pero no pasó de las eliminatorias.
Solo a partir de 2003 comenzó a tener resultados destacables. Ese año fue 5ª en los Mundiales al aire libre de París.
Tonique Williams, venció a la campeona mundial la mexicana Ana Guevara en la Golden Gala de Roma en julio de 2004 solo unas semanas antes de las olimpiadas, y la volvió a vencer en el estadio olímpico de Atenas, en una carrera fuerte desde el arranque de ambas, en la cual en los primeros 100 metros tanto Williams como Guevara mantuvieron un ritmo bastante agresivo de carrera donde Monique Hennegan de Estados Unidos también trató de mantener una salida rápida, sin embargo Williams empezaba a moverse agresivamente después de los 200 metros por el cuarto carril, mientras la mexicana iba midiendo a la bahamesa solo por unos metros detrás para emparejarse en los 300 metros en un duelo en el que Guevara mantuvo el dominio por lo menos hasta los 350 metros hasta que Williams finalmente con mayor fortaleza y forma logra superarla. Varios comentaristas opinan que rara vez se han visto carreras como estas en las cuales ambas rivales mantuvieran una lucha por el triunfo por más de 350 metros (más de tres cuartas partes de la carrera).
2004 iba a ser su mejor año. Empezó ganando la medalla de bronce en los Mundiales indoor de Budapest, tras las rusas Natalya Nazarova y Olesya Krasnomovets, haciendo además su mejor marca personal.
En julio de ese año en la reunión atlética de Roma batió a la mexicana Ana Guevara, campeona mundial en 2003 y que llevaba 29 carreras consecutivas sin perder.
En los Juegos Olímpicos de Atenas 2004, compitió contra Ana Guevara quien era la gran favorita al triunfo . Ambas mantuvieron un duelo codo con codo, y finalmente Tonique se llevó la medalla de oro con un tiempo de 49,41. La medalla de plata fue para Ana Guevara (49,56) y el bronce para la rusa Natalia Antyukh (49,89)
Tras los Juegos, el 12 de septiembre batió en Berlín su récord personal en los 400 m con 49,07 que era también la mejor marca mundial del año, también ganó el jackpot de la Golden Legue, que premia con 1 millón de dólares al atleta que consiga ganar en las seis reuniones que componen la Golden League. Tonique se llevó 500.000 dólares, ya que tuvo que repartirlo con el saltador de triple sueco Christian Olsson, que también consiguió las seis victorias.
En 2005 se proclamó campeona del mundo al aire libre en Helsinki con 49,55 derrotando a la estadounidense Sanya Richards (2ª con 49,74) y a la mexicana Ana Guevara (3ª con 49,81)
Tras ganar la medalla en Helsinki su nivel bajó bastante, en los Juegos de la Commonwealth de Melbourne 2006 era la gran favorita, pero sufrió una derrota a manos de la inglesa Christine Ohuruogu, debiendo conformarse con la 2ª plaza.
Tonique está casada con el corredor bahameño de 400 metros Dennis Darling.

## Resultados
- Mundiales de París 2003 - 5.ª (50,38)
- Mundiales Indoor de Budapest 2004 - 3.ª (50,87)
- Juegos Olímpicos de Atenas 2004 - 1.ª (49,41)
- Mundiales de Helsinki 2005 - 1.ª (49,55)
- Juegos de la Commonwealth de Melbourne 2006 - 2.ª (50,76)

## Mejores marcas
- 200 metros - 22,77 (Nassau, 19-Jun-2004)
- 400 metros - 49,07 (Berlín, 12-Sep-2004)